# ヴィッラヌオーヴァ・スル・クリージ
ヴィッラヌオーヴァ・スル・クリージ（伊: Villanuova sul Clisi）は、イタリア共和国ロンバルディア州ブレシア県にある、人口約5,800人の基礎自治体（コムーネ）。

## 地理

### 位置・広がり

#### 隣接コムーネ
隣接するコムーネは以下の通り。
- ガヴァルド
- ロエ・ヴォルチャーノ
- サッビオ・キエーゼ
- ヴォバルノ

### 気候分類・地震分類
気候分類では、zona E, 2511 GGに分類される。
また、イタリアの地震リスク階級 (it) では、zona 2 (sismicità media) に分類される
。

## 行政

### 分離集落
ヴィッラヌオーヴァ・スル・クリージには、以下の分離集落（フラツィオーネ）がある。
- Berniga, Bondone, Bostone, Canneto, Mezzane, Peracque, Ponte Pier, Valverde

### 山岳部共同体
広域行政組織である山岳部共同体「ヴァッレ・サッビア山岳部共同体」 (it:Comunità montana della Valle Sabbia) （事務所所在地: ヴェストーネ）を構成するコムーネである。

## 姉妹都市
- Trébeurden、フランス